# 4891 Blaga
4891 Blaga este un asteroid din centura principală, descoperit pe 4 aprilie 1984, de Observatorul din Rojen.